# Fijian Drua
Fijian Drua – fidżyjski zespół rugby union utworzony w 2017 roku przez Fiji Rugby Union w celu uczestniczenia w australijskich rozgrywkach National Rugby Championship.

## Historia
W październiku 2016 roku World Rugby w porozumieniu ze związkami australijskim i fidżyjskim ogłosiły, iż do rozgrywek przystąpi drużyna firmowana przez ten ostatni, a finansowana przez światową federację. Złożona ona być miała z lokalnych zawodników dając im szansę poważnej rywalizacji i podnoszenia swych umiejętności bez konieczności stałego wyjazdu za granicę. W sierpniu 2017 roku otrzymała ona nazwę Fijian Drua pochodzącą od tradycyjnej fidżyjskiej łodzi. Sponsorem drużyny zostały narodowe linie lotnicze Fiji Airways.
W pierwszym sezonie trenerem został Senirusi Seruvakula, który do roli kapitana nominował reprezentanta kraju, Johna Stewarta.

## Stadion
Cztery domowe spotkania sezonu 2017 zaplanowano do rozegrania na trzech stadionach na Viti Levu.

## Składy

### Skład 2017
W składzie na sezon 2017 znaleźli się Eroni Mawi, Osea Naganilau, Joeli Veitayaki, Samuela Newa, Kalivati Tawake, Mosese Ducivaki / Samu Suguturaga, Ratu Naisa Nauma, Mosese Gavidi / Peni Naulago, Samu Saqiwa, Apisai Tauyavaca, Timoci Temo / Filimoni Seru, Mosese Voka, Peni Raidre, Vasikali Mudu / Sakiusa Nadruku, Jiuta Takabu / Seru Cavuilati, Seru Vularika, Frank Lomani / Peceli Nacebe, Kini Douglas / Cyril Reece, Eroni Vasiteri / Nemani Talemaitoga, John Stewart, Ifereimi Tovilevu / Apete Daveta, Eroni Sau, Aporosa Tabulawaki / Meli Nakarawa, Apisalome Waqatabu.